# Aneflomorpha werneri
Aneflomorpha werneri là một loài bọ cánh cứng trong họ Cerambycidae.